# Ку (император)
Ку (кит. 喾; иногда Ди-ку) — мифический император Древнего Китая, один из Пяти легендарных императоров. Имел прозвище Гаосинь. Годами его правления считается период с 2436 по 2366 годы до н. э.
Был правнуком Хуан-ди и сыном Цзяо Цзи. Согласно легенде, он появился на свет чудесным образом и самостоятельно сказал, что его имя Цзюнь. Иногда изображался существом с птичьей головой и туловищем обезьяны. В источниках раннего Средневековья Ку изображался со щитом на голове и с зубами, которые были у него от рождения. Согласно мифам, он в 15 лет начал помогать в управлении своему дяде (или брату) Чжуань-сюю, а в возрасте 30 лет сам взошёл на престол и властвовал 70 (или 75) лет, умер в 100-летнем возрасте. В мифах он предстаёт идеальным правителем, мягко наставлявшим народ и учившим его многим практическим вещам.